# Zoroasztrizmus

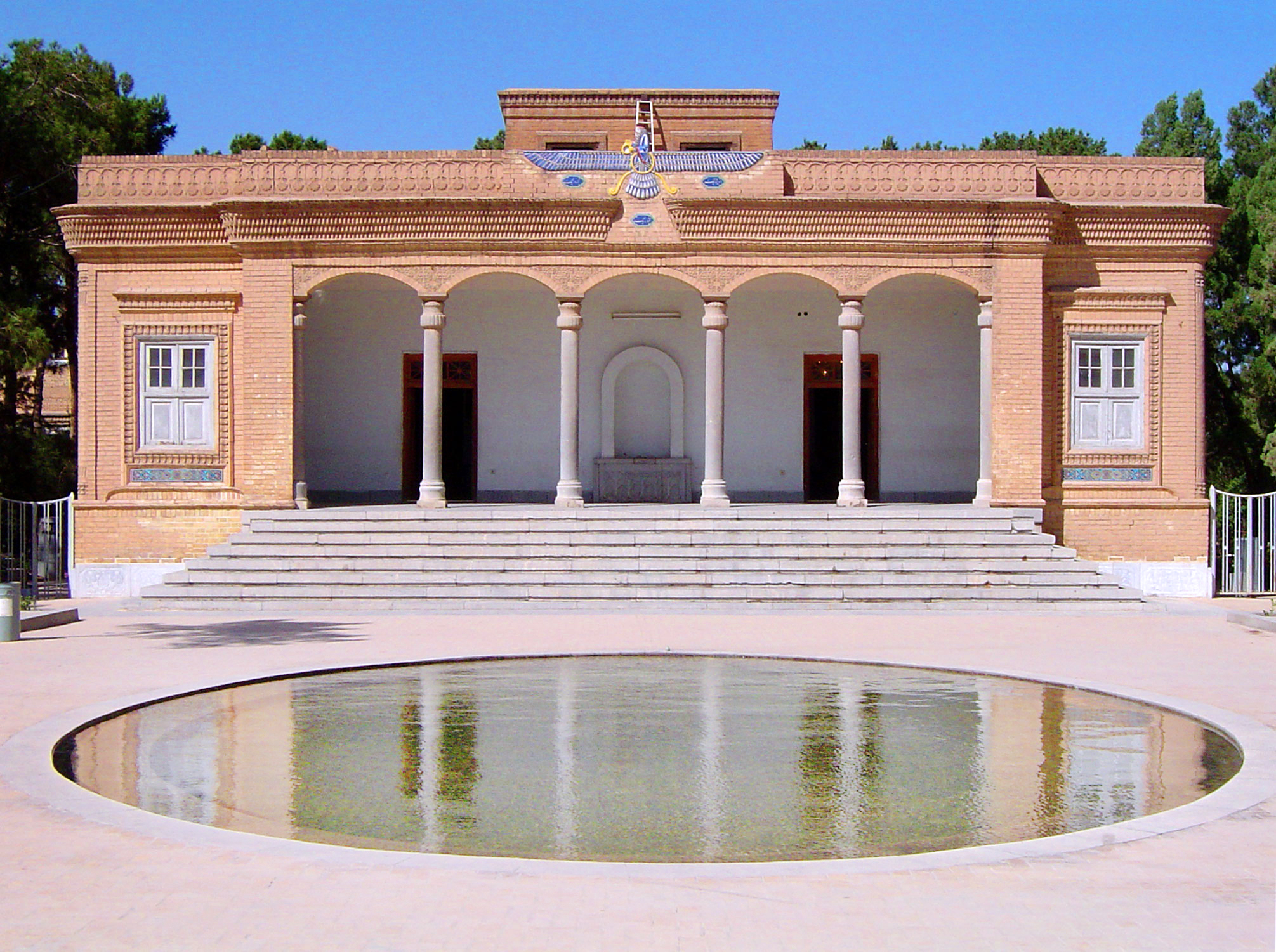
Az iráni Jazd zoroasztrista temploma

A zoroasztrizmus vagy egyéb nevein: zoroasztrianizmus, mazdaizmus, a világ egyik legrégebbi, máig létező vallása, amely az Iráni-felföldön keletkezett. 
A mazdaizmus olyan kifejezés, amelyet néha az ősi iráni vallás megjelölésére használnak, amely Zoroaszter (Zarathustra) hatására zoroasztrizmussá vált. Nevét a zoroasztrianizmus legfőbb istenéről, Ahura Mazdáról kapta.
A zoroasztrizmus alapítója egy iráni próféta és hitújító, Zarathustra volt, aki feltehetőleg a Kr. e. 2. évezredben élt. A vallás egyaránt tartalmaz monoteista és részben dualista jellegzetességeket. A követőit zarathusztriánusoknak is nevezték, az iszlám megjelenése óta pársziknak is szokták őket nevezni. A vallástörténészek véleménye megoszlik abban, hogy a zoroasztrizmus kialakulásában, illetve fejlődésében Zarathustrának mekkora szerepe volt, és mennyi az utólag hozzátett elem.
Habár a zoroasztrizmus egykor az ókori Perzsia uralkodó vallása volt, ma a híveinek számát összesen csak 124-190 ezer fő közöttire becsülik, és jelentős részük Indiában és a világ más országaiban él.

## Történelem

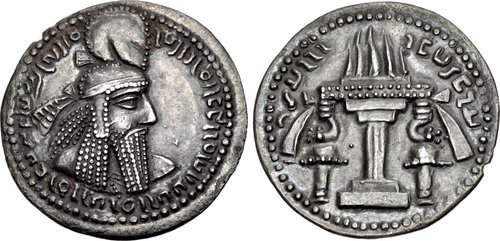
A zoroasztriánus tűztisztelet-ábrázolása a késő ókori uralkodó, I. Ardasír szászánida király érméjén

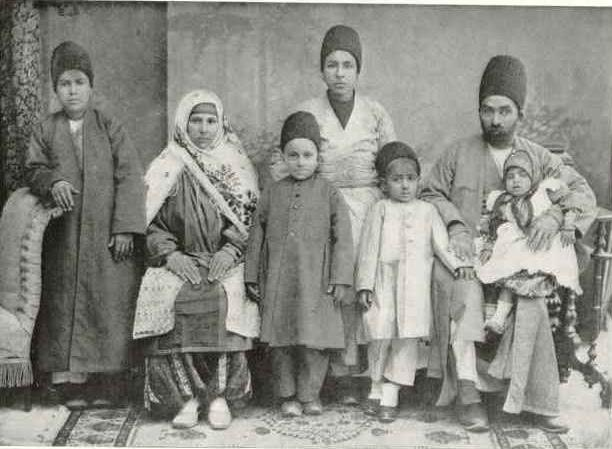
Zoroasztriánus család Teheránban 1910 körül

A zoroasztriánusok becsült aránya a világ országaiban

Zarathustra fellépésének idejére – az 1980-as évekig – a Kr. e. 6. század volt a legelfogadottabb időpont. A legújabb kutatások alapján azonban jóval korábban élt, mint ahogy azt gondolták. A mai kutatók többnyire Kr. e. 1500 és Kr. e. 1000 közé teszik az életét.
A Kr. e. 7. században Zarathustra tanítása elterjedt az Iráni-fennsíkon. Amikor II. Kurus perzsa király a Kr. e. 6. században megalapította a Perzsa Birodalmat, a zoroasztrizmus lett az államvallás, s a perzsa hódítás nyomán Észak-Indiából Görögországba és Egyiptomba is eljutott.
Kr. e. 4. században Nagy Sándor makedón király betiltotta a vallást, és híveit üldöztette, a szent könyveiket elégettette.
A Szászánida-korban az uralkodók a hivatalos papság (a mágusok) mögé álltak, s ezért a zoroasztriánus egyház és az állam el nem választható testvérnek számított. Miután kinyilvánították a főpapság tekintélyi felsőbbségét, a tanításuktól való elhajlás nemcsak eretnekségnek, de felségsértésnek is minősült. Kétséges azonban, hogy a tanításuk azonos-e a történészek által „ortodox”-nak tartott zoroasztrizmussal. A jelek szerint inkább a zurvánista irányzatnak feleltethető meg, amely szembefordult a szabad akaratról szóló hagyományos zoroasztriánus tanokkal, sőt azt is megkérdőjelezte, hogy az anyagi világ lényegileg jó.
A zoroasztrizmus 1200 éves történelmének a 7. században az iszlám előretörése vetett véget. A muszlimok azonban csak fokozatosan kényszerítették rá vallásukat és törvényeiket a meghódítottakra. Az erősödő muszlim üldözés hatására a fogyatkozó létszámú zoroasztriánus hívők kénytelenek voltak a kereskedelmi utak mellett fekvő nagyobb városokból sivatagi városokba (Jazd, Kermán) és falvakba visszahúzódni.
A 10. században végül egy nagyobb zoroasztriánus közösség elhagyta szülőföldjét, és vallásszabadságot biztosító új országot keresve Indiában telepedett le, ahol ma is párszíknak, vagyis Pársz (Perzsia) népének nevezik őket.
Az elmúlt századokban sok párszí a Brit Birodalom más kereskedelmi központjaiba, Kelet-Afrikába, Hongkongba, Szingapúrba, Ausztráliába, Új-Zélandra és természetesen Angliába települt át. India függetlenné válása és a Kelet-Afrikában, Iránban, Pakisztánban végbemenő változások hatására megindult az elvándorlás az amerikai kontinens felé is.
A 20. században Iránban újjáéledt a zoroasztrizmus. Híveiket ősi irániaknak, az állam megbízható és szorgalmas polgárainak tartották. Amikor azonban 1979-ben a Homeini ajatollah vezette forradalmi Iszlám Köztársaság vette át a hatalmat, a zoroasztriánusok ismét félelemmel néztek a jövő elé. Az Iránban maradottaknak végül nem kellett kegyetlen üldözést szenvedniük, de jogi szempontból nem egyenrangúak a muszlimokkal; az oktatási és pályaválasztási lehetőségeik korlátozottak és továbbra is félniük kell a vallási fanatizmus kitörésétől.
A zoroasztrizmus központja ma már nem annyira Perzsia / Irán, hanem egyik fő központja India, azon belül is Mumbai.

## Kozmikus küzdelem
A vallás tanítása alapján a nagy küzdelem a két őselem között a végtelen idők óta folyik:
- Ahura Mazdá (Ormazd), a fénynek és jóságnak a legfőbb szelleme [11][megj. 1] és
- Angra Mainju (Ahriman vagy Ahra-Majniu), a sötétségnek, a gonoszságnak és a rossznak a legfőbb szelleme.

Fent, a magasban, a végtelen fényben trónoló Ormazdot az űr választja el a sűrű sötétségtől, a gonosz Ahriman birodalmától. Ormazd örökkévaló, de Ahriman egy nap elpusztul.
A küzdelem a világmindenség történetének 12 000 esztendejében a legélénkebb. Ez a 12 ezer év négy egyenlő, 3000 éves korra oszlik, amely korszakok a két őserő harcának egy-egy szakaszát jelzik. Az első háromezer év a teremtésé, a második háromezer Ormazd akarata szerint telik. A harmadik háromezer év folyamán hol a jó, hol a rossz kerekedik felül. A negyedikben a Gonosz Szellem (Ahriman) vereséget szenved.
A legjelentősebb zoroasztriánus eretnektan, a zurvánizmus másképp osztotta fel ezt az időt. Eszerint az első kilencezer évben a gonosz uralkodik, és csak az utolsó háromezer év hozza meg pusztulását. Lehetséges, hogy ez utóbbi az ősibb elképzelés.
A zoroasztrizmus világtörténetének négy korszaka:

#### 1. korszak
Az első időszakban Ahura Mazdá létrehozza a láthatatlan szellemi világot. A mélyről felszálló gonosz, Ahriman is alkot vagy inkább torzít, mivel teremtményeiben mind a gonosz lakozik. Minden, ami rossz, tőle származik: a farkasok, a forgószél, a homokvihar, a lepra stb. Ahriman meglepődik amikor értesül a szellemi teremtésről és megtámadja Ahura Mazdát, aki azonban egy varázslással elkábítja őt. Ahriman visszazuhan a mélységbe és ott marad jó ideig.

#### 2. korszak
Ahura Mazdá kihasználva Ahrimán kábultságát (ami újabb 3000 évig tartott) megteremti a szellemi lényeket és az anyagi világot: az eget, a vizet, a földet, a növényeket, az állatokat, az ősbikát és az első embert, Gajómart . Ezek a teremtmények függetlenek Ahrimantól. Boldogságuk záloga nem az ő kezében van, mivel Ohrmazd – ellentétben Ahrimannal – nem tervez el olyasmit, amit ne tudna végrehajtani. A teremtmények egyedül Istenhez tartoznak. Ő egy személyben apja és anyja a teremtésnek.
A teremtés kezdeti, anyagi formája maga volt a tökéletesség. A fákat nem borította kéreg és a növényeknek nem voltak tüskéi. A szarvasmarha fehér volt és ragyogott, akár a hold. Az első ember, Gajómar pedig úgy sugárzott, akár a nap.
A világ teremtése 365 napig tart. A teremtés végeztével Ahura Mazdá választási lehetőséget ad a szellemi lényeknek: megmaradhatnak örökre létezés előtti állapotukban, vagy fizikailag megtestesülhetnek, hogy legyőzhessék Ahrimant. A lények a születést és a harcot választják.

#### 3. korszak
A kezdeti paradicsomi állapotnak Ahriman támadása vet véget. Amikor eszméletét vesztve visszazuhant a pokolba, a démonok megpróbáltak lelket lehelni belé. Fogadkoztak, hogy megtámadják a teremtést, s elhintik benne a szenvedés és a boldogtalanság magvait. Ekkor megjelent Dzsehi, minden női tisztátalanság megtestesítője. Megfogadta, hogy annyi bajt zúdít a szent emberre és az ökörre, hogy az élet elviselhetetlen teherré válik számukra. Azt ígérte, hogy megtámadja a vizeket, a földet, a fákat, a tüzet, az egész teremtést. Ennek hallatára feléledt a Gonosz szellem, és teljesítette Dzsehi kívánságát: vágyat támasztott iránta az emberben. Azután démonaival együtt a világra rontott. Ahriman ekkor az ökör és Gajómar (az ember) ellen fordult, rájuk szabadította a Mohóságot, a Szükséget, a Járványokat, az Éhséget, a Betegséget, a Gonoszságot és a Letargiát. A gonosz halált hozó démonokat küldött Isten legfontosabb szövetségesére, az emberre is. A démoni erők kikezdtek mindent a földön és az égbolton, mindent, amihez hozzáfértek. Végül az embert és az ökröt is megölték. Győzelme után Ahriman vissza akart térni otthonába, a sötétségbe, de a fravásik útját állták. Ahura Mazdá csapdába ejtette Ahrimant; az anyagi világban ragadt.
Az ökörből lettek az új állatfajok, Gajómar földbe jutott magjából pedig megszületett az első emberpár. A gonosz pedig leste, mikor térítheti le őket az igaz útról. Beférkőzött gondolataikba, és kimondatta velük az első hazugságot; azt, hogy ő teremtette a világot.
Az ősszülők közvetlen leszármazottait maga Ahura Mazdá oktatta a vallásra. Ő gondoskodott az első emberek békéjéről és jólétéről. A kezdeti boldog állapot azonban nem tartott sokáig, mert Yima  (Dzsamsid) – aki már korán kiemelkedett az első emberek közül – hallgatott a gonosz démonok csábítására.
A korszak végén testet öltött Zarathustra, akinek megszületése hozza el a Föld történelmében a legnagyobb változást.

#### 4. korszak
Zarathustra (Zoroaszter) megkapta a kinyilatkoztatásokat és elkezdett tanítani. Fellépése a 4. korszak elején azt jelezte, hogy a sötétség hatalma már nem tart sokáig. Ő azonban még nem érhette el a jó végső diadalát. Ezután ezer évenként születik egy világmegváltó.
Az első megváltót, Usédart szűz szüli meg, de Zoroaszter gyermeke lett. A legenda szerint ugyanis egy tó fogadta magába Zoroaszter magját, majd az ezredforduló közeledtével ez a mag behatolt a tóban fürdő 15 éves szűz méhébe, és megfogant a megváltó. Elhozza a kinyilatkoztatást, amelyet először Zoroaszter hirdetett. Eljövetelével szinte visszatért a paradicsomi állapot. Három évig az emberek békében é s harmóniában élnek, és a gonosz teremtmények egy része eltűnik a világból. Az első megváltó megjelenése által az emberek kóstolót kaptak az eljövendő tökéletességből, azaz az ősrend és a zoroaszteri igaz vallás együtteséből. A világmindenség megújulása azonban nem teljes; hiszen a gonosz még él és ismét támadásba lendült.
A második megváltó, Usédarmah fogantatása elődééhez hasonló volt; Zoroaszter magja, amely behatol egy 15 éves szűz méhébe. A világ ismét közelebb került az eredeti, paradicsomi állapothoz. Az emberek nem esznek többé húst, csak növényeket és csak vízzel oltják szomjukat. Megnő a Jó Teremtés ereje és a gonosz visszaszorult, de a végső vereségtől még nagyon távol volt.
Az utolsó, harmadik megváltó, Szaosjant , az, aki előkészíti a világ végét. A világ végén – amelyet nagy katasztrófák vezetnek be – újra összecsap a két fő őselv. A küzdelem Ahura Mazdá diadalával fog véget érni.
Szaósjant elődeihez hasonlóan szűztől születik, vele azonban a jó teljes és végső győzelme jön el. A betegség, a halál, az üldöztetés mind vereséget szenved, a természet virágzásnak indul és az emberek nem szorulnak többé testi táplálékra. A világ teljesen és visszavonhatatlanul megújul. Szaósjant a halottakat azon a helyen támasztja fel, ahol az élet elszállt belőlük. Ekkor történik meg az utolsó ítélet, amikor felelősségre vonják az összes embert. Minden ember az ítélőbíró elé áll, és saját szemével láthatja jó és rossz tetteit.
Akik a rosszat választották, megbűnhődnek, a jók pedig üdvözülnek és halhatatlanokká válnak. Minden megtisztul és elkezdődik a boldog örökkévalóság korszaka, amelyet már nem zavarnak meg a gonosz szellemek mesterkedései.
Minden mennyei lény legyőzi démoni ellenfelét, és a két túlélő, Ahriman és Az visszamenekül a pokolba. A gonosz végleg elveszíti hatalmát, ha ugyan el nem pusztul. Az Ahriman sorsáról szóló beszámolók sajnos nem elég egyértelműek.

## Tanítás

Faravahar, az Ahura Mazdával való egyesülés szimbóluma

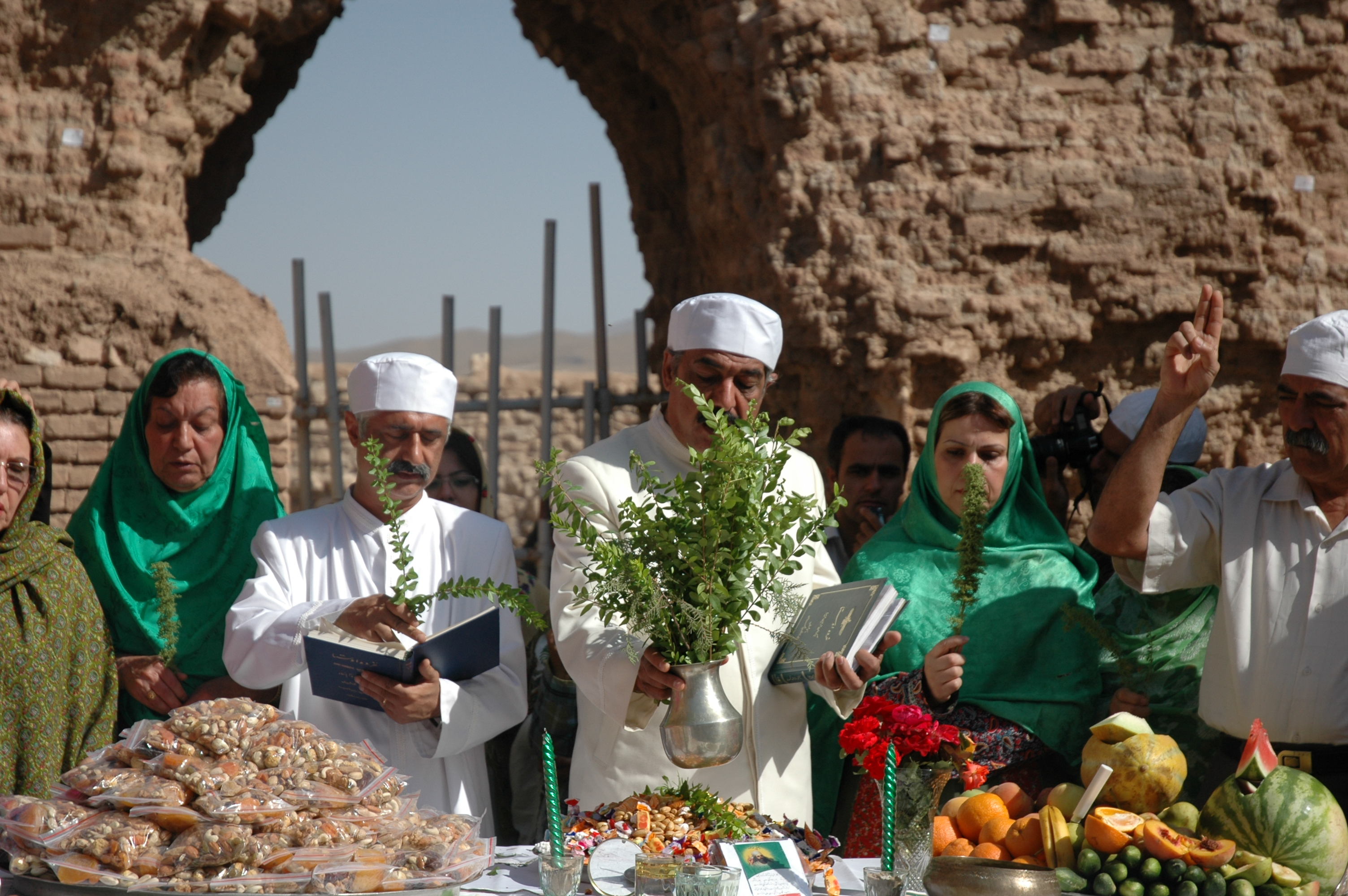
Zoroasztriánus szertartás Iránban

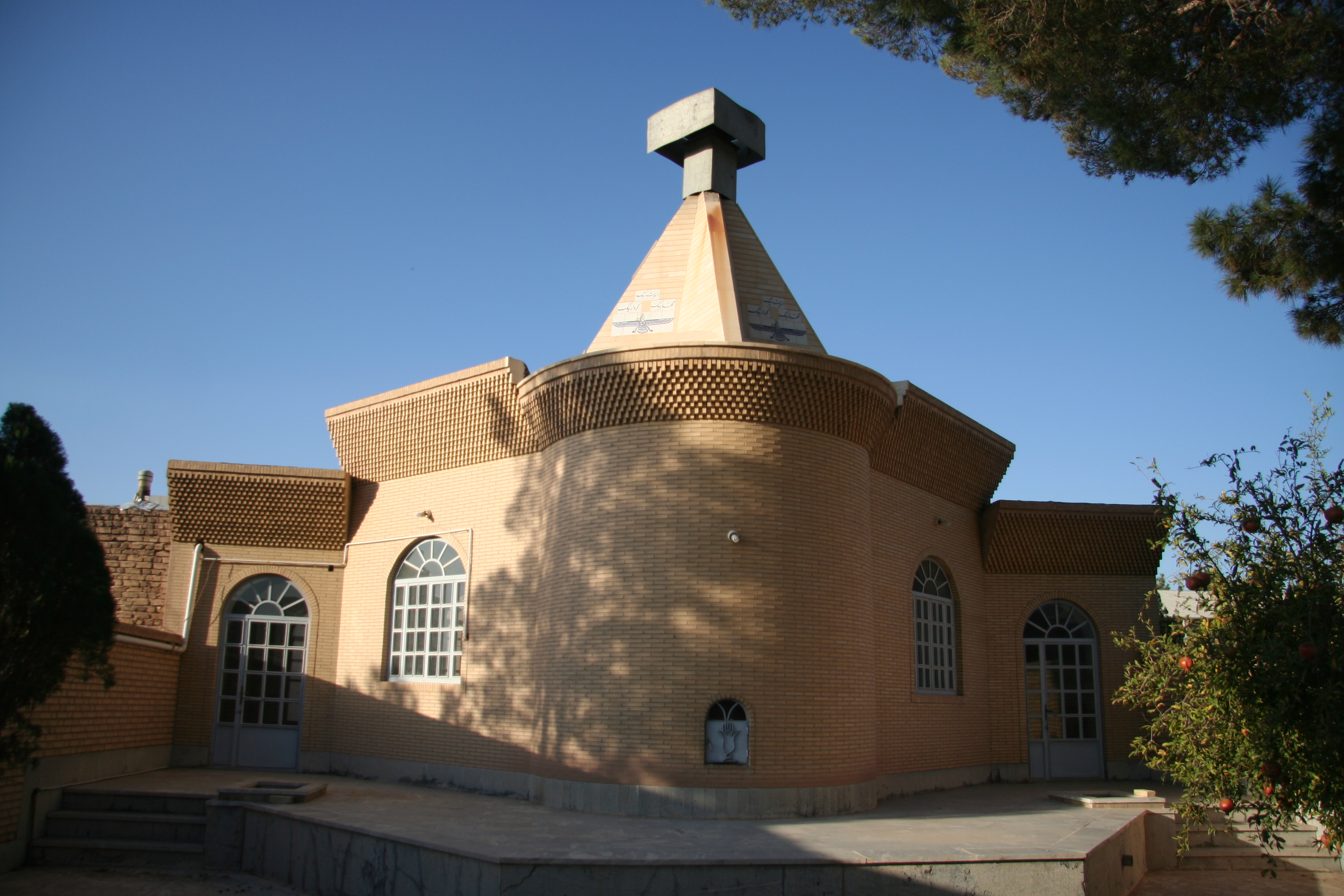
Modern zoroasztriánus templom egy közép-iráni faluban. (Mazraeh-ye Kalantar – مزرعه كلانتر)

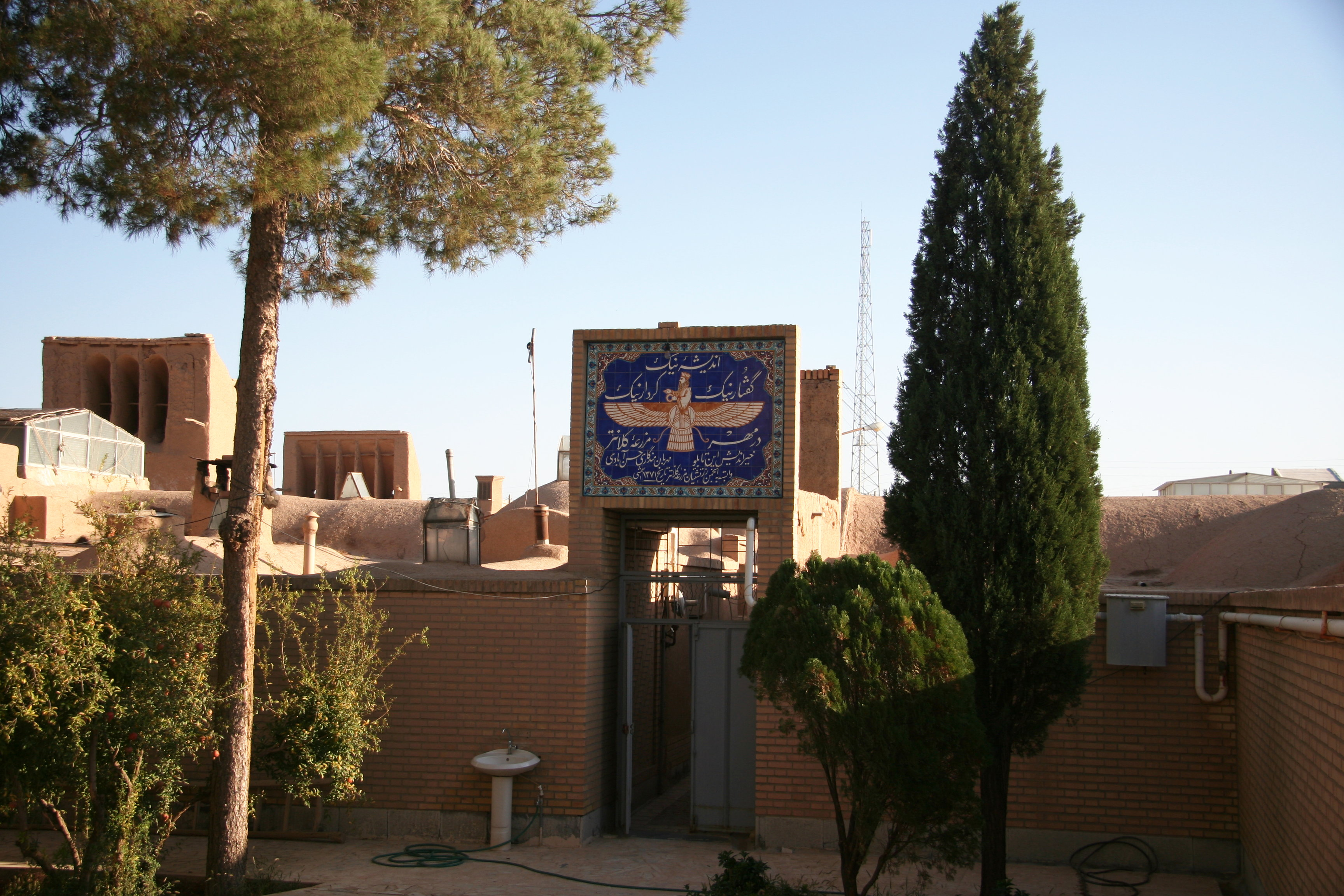
A Mazraeh-ye Kalantar-i templomkörzet bejárata

### Egyistenhit
Zarathustra hitte, hogy látomásaiban Isten jelent meg neki, akiről barátjaként szól. A próféta minden isten tiszteletét elvetette, kivéve Ahura Mazdáét („Bölcs Úr”) a bölcs teremtő istenét. Ő a mindent tudó Úr, s mint ilyen, ő uralkodik mind az anyagi, mind az anyagtalan, a látható és láthatatlan világ felett. A vallási szövegek alapján ismert még Mazda, Ahura és a későbbi perzsa nyelv alapján Ormazd néven is, ahol Istent természeti képekkel írják le. Csillagokkal díszített köntöst visel, legszebb alakja a felkelő vagy delelő nap. Mennybéli trónusa égi fényben ragyog.
A prófétának adott kinyilatkozás szerint ő teremtette az anyagi világot, vele együtt az embert is, aki eredendően jó, és Ahura Mazdá segítője, barátja. Kísérői a halhatatlan szentek (Amesa Szpenták), az isteni lényeg személyes képviselői.
A vallás követői hitüket a „jó vallásnak” hívják.

### Anyagi világrend
Az összhang, rend, törvényszerűség és rendszeresség, melyet a természetben tapasztalunk, elvezeti a Zarathustra-követő elméjét a Természettől a Természet Istenéhez. A gáthák egyik himnusza az mondja, hogy az összhang és rend, mely a természet törvényeiben észlelhető, bőséges bizonyságát szolgáltatja annak, hogy van Valaki, aki az egész Világegyetemnek az építőművésze. A Nap és a csillagok szabályos mozgása, a Hold időszakos növése és fogyása, a szabályos távolság, amelyben a föld és a fellegek egymástól megmaradnak, a növényzet szabályos növekedése, a szelek járása, a világosság és sötétség, a nappal és éjszaka szabályos váltakozása, kísérő jelenségeikkel:
az álommal és az ébrenléttel, a természetnek ezek a megkapó jelenségei utalnak és bizonyságot szolgáltatnak egy Mindenható Hatalom létezésére, aki nemcsak Teremtője, de Fenntartója is a Világmindenségnek. Mindenhol összhangot és rendet tart fenn, bizonyos meghatározott törvények által.

### Erkölcsi világrend
Amiképpen Ahura-Mazda uralkodik az anyagi világ felett, úgy uralkodik a szellemi világon is. Ő teremtett meg minden rendet és összhangot az anyagi világban, és azonképp cselekedett az erkölcsi világban is. Kiemelt tulajdonságai: jóakarat, igazságosság, jámborság, tökéletesség és halhatatlanság.
A zoroasztrizmus elítél minden, a világ természetes rendjét felborító viselkedésformát. Ezért egyformán bűnös az, aki a testi élvezeteknek él, mint aki önként sanyargatja testét; a nőtlenségi fogadalmat tevő szerzetes csakúgy, mint a házasságtörő.

### A jó és a rossz
A zoroasztrizmus a rossz eredetét az ember szabad akaratában látta. Az embereknek életük során választaniuk kell jó és rossz között: a zoroasztrizmus szerint a világ két alapelve, a jó és a rossz harcának a színtere. A Szent Szellemmel, a Mazdá és a teremtményei közötti közvetítővel a Gonosz Szellem, Angra Mainju (Ahriman) áll szemben. A rosszat szolgáló hatalmak a harcban: a hazugság, a rossz gondolat és az erőszak. Az ősi istenek (dévek) is a Rossz démonjai, akik azon mesterkednek, hogy az embereket eltérítsék a rossz irányba.
A világot beborító tűzözönből csak a jó követői menekülnek meg, hogy új teremtésben részesüljenek. Amíg ez be nem következik, addig az elhunytak lelkei közül a jókat a Paradicsomba vezetik, a rosszakat pedig a pokolba.

### Menny és pokol
A zoroasztrizmus hisz a Mennyben és Pokolban. A mennynek az Aveszta-könyvekben Vahishta-ahu a neve. Szó szerint azt jelenti: a legjobb élet. A mennyet úgy írják le, mint a sugárzásnak, ragyogásnak, dicsőségnek a helyét.
A pokol Achiskta-ahu név alatt ismeretes. A pokol egy homályos, sötét és bűzös helyként van ecsetelve.
Amikor a lélek belép jutalma vagy büntetése helyére, nem örökké tartó, megváltoztathatatlan helyzetbe kerül. A véget nem érő pokolbéli büntetés gondolata erkölcsileg visszataszító a zoroasztriánusok számára, hisz a büntetésnek csak egy célja lehet, a megváltoztatás és a javítás. Egy jóságos Isten nem engedhet örökké tartó büntetést, s a büntetés – bármilyen kemény is legyen az, – az elkövetett bűnök súlyának megfelelő.
A menny és pokol között van feltevésük szerint a Csinvat nevű híd , (Az árja chi-tőből, mely jelentése. felszedni, összegyűjteni.) amely elválasztja az élők világát a halottak világától. A Csinvat szó azt a helyet jelöli, ahol az emberi léleknek teljes beszámolót kell adnia elmúlt életének cselekedeteiről. Ez a személyes ítélet azonban nem végleges. Az idők végén, amikor a Gonosz véglegesen legyőzetik, elkezdődik az utolsó ítélet és a lelkek újra egyesülnek az ő fravásijukkal.

### A lélek halhatatlansága
A Zarathustra-vallás hisz a lélek halhatatlanságában. A Nádokht Nushk Aveszta-iratai, a Vendidád 19. fejezete és a Minokherad és Viráf-námeh pahlavi könyvei tárgyalják a lélek halál utáni sorsát.

### Erkölcsi tanítások
Zarathustra erkölcsi tanításai tömören összefoglalva a következők: cselekedj jót; gondolataid, szavaid és tetteid legyenek tiszták; szíved is legyen tiszta, kívánj jót másoknak; mondj igazat; gyakorolj jótékonyságot; légy kedves; légy alázatos; törekedj a tudásra; légy úrrá a haragodon; légy istenfélő; tiszteld szüleidet és tanítóidat, az időseket és fiatalokat; kedves, kellemes szavakat használj; légy türelmes; légy barátságos mindenkivel; légy megelégedett; szégyenkezz, ha tiltott dolgot művelsz!

### Szentség
A zoroasztrizmus tanítása szerint az élet célja a tökéletes, örök boldogság elérése az Ahura Mazdával kialakított bensőséges kapcsolat révén. Az örök üdvösség megvalósításának eszköze az asa , vagyis a szentség. A szentség vagy belső tisztaság a zoroasztrizmus lelke. Tiszta gondolatok, "tiszta" szavak, "tiszta" cselekedetek: ez a zoroasztriánus vallás híres alapelve, a zoroaszteri életforma állandóan ismételt szabálya. Az asa szó magába foglal minden erkölcsi alapelvet, és az Aveszta szinte minden fejezetében előfordul. A zoroasztrizmus azt tanítja, hogy a szentség maga a boldogság, ez Ahura Mazdá legbecsesebb ajándéka, s ez a legszebb felajánlás, amelyet az erényes ember tehet az Úr számára.

## Csak részbeni dualizmus
Sokan azon a nézeten vannak, hogy Zarathustra dualizmust tanított. Valahányszor az Ahura Mazdá szó az Angra Mainju szóval ellentétben előfordult, a későbbi írók Istent értették, nem pedig a Teremtő Elvet, amit valójában jelentett. Ez arra a felfogásra vezetett, hogy a zoroasztriánus iratok dualizmust tanítanak.
Ha szükséges a dualizmus fogalmához, hogy a gonosz szellem mindenhol jelenvaló, mindentudó, mindenható, vagy örökkévaló legyen, akkor ez a vallás nem dualizmus. A Bundahis határozottan kijelenti, hogy a gonosz szellem nem mindent tudó és nem mindenható: nem is tudott Ahuarmazd létezéséről mindaddig, míg fel nem bukott a végtelen mélységből és a fényt meg nem látta; nem ismeri a jövőt, míg Ahuarmazd fel nem tárja előtte; hogy pártfogoltjai elpusztulnak a feltámadáskor, s ő maga tehetetlenné válik és megszűnik létezni. Sehol nem tételezik fel róla, hogy egyszerre két különböző helyen volna, vagy hogy tudná, hogy mi történik más valahol, mint ahol ő van. Ennyiben az ő hatalma jelentékenyen kisebb, mint amit a keresztények az ördögnek tulajdonítanak.

## Tűztisztelet

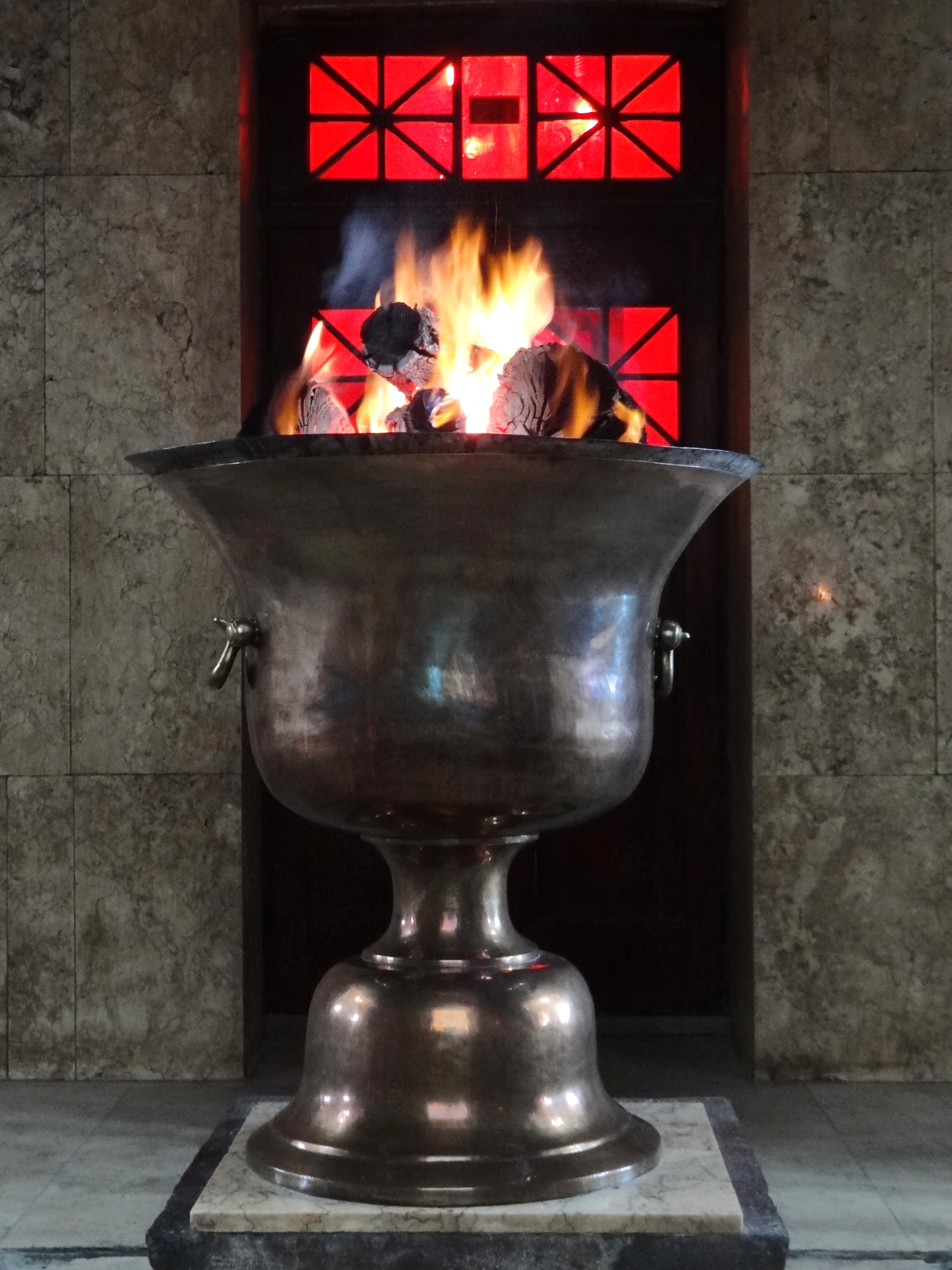
A „szent tűz” a jazdi templomban

Istentiszteletük legjellemzőbb vonása az ún. tűztemplomokban a szent tűz őrzése; a templomok középpontjában az Áhura-Mazdát jelképező tűzoltár állt, itt mutatták be a vértelen áldozatokat himnuszok éneklése közben. Emiatt a világ tűzimádóknak tartja őket.
A hívők tiszteletet tanúsítanak a tűznek, de ne felejtsük el: tiszteletet, ami egészen más valami, mint az imádat. Nem imádják istenként a tüzet, csupán úgy tekintik, mint a ragyogásnak, dicsőségnek és fényességnek a jelképét, mint Istennek a legtökéletesebb szimbólumát, mint az ő isteni fenségének legjobb és legmagasztosabb képviselőjét.

## Egyéb újítások
Zarathusztra és az ősi perzsa vallás között több fontos különbséget lehet megállapítani:
- Zarathustra megszüntette az állatáldozást, így a (fehér) lóáldozatot is
- Megszüntette és átalakította a haoma-szertartást, helyébe a vízből és tejből álló keverék kultuszát helyezte
- A négy elem tisztelete helyébe a tűz tiszteletét helyezte. Míg korábban a templom a szabad ég alatt volt, a tűznek kőtemplomokat emeltek.
- Annak ellenére hogy sokan őt tartják a varázslás és jóslás ősi mesterének, valójában megtiltott mindenféle varázslatot és jóslást. A párszík a mai napig szigorúan tartják ezt.
- Három megváltó eljöveteléről beszélt, ami az eredeti mágusoktól teljesen idegen.
- A halottakat sem elföldelni, sem elégetni nem engedte. Erre a célra az ún. Hallgatás tornya (wd) (دخمه dakhma) nevű épületekbe tették őket, ahol a keselyűk táplálékai lettek.

## Vallási szövegek
- Az Aveszta, a zoroasztrizmus eredeti szentírása, avesztai nyelven íródott. Később keletkezett vallási szövegek középperzsa (pahlevi) és perzsa nyelven íródtak.
  - A gáthák(wd). Zarathustra tizenhét himnusza. Főleg liturgikus szempontból (→ jaszna) jelentősek. A gáthák képzik az Aveszta ma ismert töredékeinek nagy részét.
- Dénkard (wd). A zoroasztrianizmus enciklopédiája a 9-10. századból, ami több évezreddel korábbi szövegeket is idéz, többek között az Aveszta elveszett részeiből. Az Aveszta mellett ezt tartják a legfontosabb információforrásnak a vallással kapcsolatban.
- Arda Viraf (wd). Pahlavi nyelven íródott, szerzőjéről nem sokat tudunk. A mű Viraf látomásos utazását meséli el, melyben bejárja a mennyet és a poklot. A könyv bevezetőjében találunk utalást az Aveszta sorsára.
- Bundahis (wd). Zoroasztriánus kozmogónia, pahlavi nyelven. Utolsó jelentősebb kiadása a 9. század végéről való. Három főbb részből áll: teremtés, a földi teremtmények természete, a félmitológiai Kayanida-dinasztia története.
- Zand-i Vohuman Yasht. Zoroasztriánus apokalipszis.
- Chidag Andarz-i Poryotkeshan. Zoroasztriánus katekizmus, pahlavi nyelven. A zoroasztriánus vallás tételeinek rövid összefoglalása.

## Zoroasztrizmus és más vallások

### Kereszténység
Szembeötlő a hasonlóság a kereszténység Sátánja és Angra Mainju között, csakúgy, mint az angyalok és a „halhatatlanok” között. A pokol motívuma is megjelenik mindkét vallásban. További hasonlóság, hogy a zoroasztrizmus és a judaizmus-kereszténység egyaránt úgy véli, a történelemnek egy adott kezdete és vége is van, és a végítélet után a jók örökké élnek, a gonoszok pedig megbűnhődnek bűneikért. Egyes vallástörténészek ezt a babiloni fogság alatt a zsidókat ért iráni hatásokkal magyarázzák.
A felszín alatt azonban lényegi eltérések is megfigyelhetők. A zoroasztrizmusban nyoma sincs a kereszténységben oly fontos eredendő bűnnek. Itt az ember nem egy bűnös testbe zárt, jóra törekvő lélek; itt az anyagi világ alapvetően jó, és épp a Gonosz az, aki az anyagi világ rabja. Angra Mainju ezen kívül nem bukott angyal, hanem egy Ahura Mazdával majdnem egyenrangú, tőle független lény, azaz egyidős vele.
A zoroasztrizmus a következő pontokon mutat hasonlóságot a zsidó és keresztény vallás alaptanításaival:
- A mindenséget teremtő egyetlen és jóságos Isten léte
- A gonosz nem Istentől származik, hanem egy neki alárendelt, de magas rendű, nem általa teremtett szellemi lénytől
- A jó és gonosz küzdőtere jelenleg a Föld
- Az ember szabad választási képessége és az ezzel együtt járó felelőssége
- Isten boldogságra teremtette az embert
- Az igaz és helyes életelvek, az erkölcsi törvény fontossága
- Az utolsó ítélet gondolata
- A halottak feltámadásának tanítása
- a Gonosz végső bukása
- Az örök élet tökéletessége, mint végső üdvösség

### Ókori iráni vallások
Plutarkhosz elmondása szerint a mágusok Hadészhez és a Sötétséghez imádkoztak napnyugtakor és napkeltekor valamilyen árnyas helyen, italáldozatot vagy farkas vérét áldozva nekik. A Mithra-hívők Ahrimánnak áldoztak. A hithű zoroasztriánusoknak azonban semmi közük nem volt Ahrimánhoz, csak legyőzni akarták őt, és a teremtését elpusztítani.

## Párszík

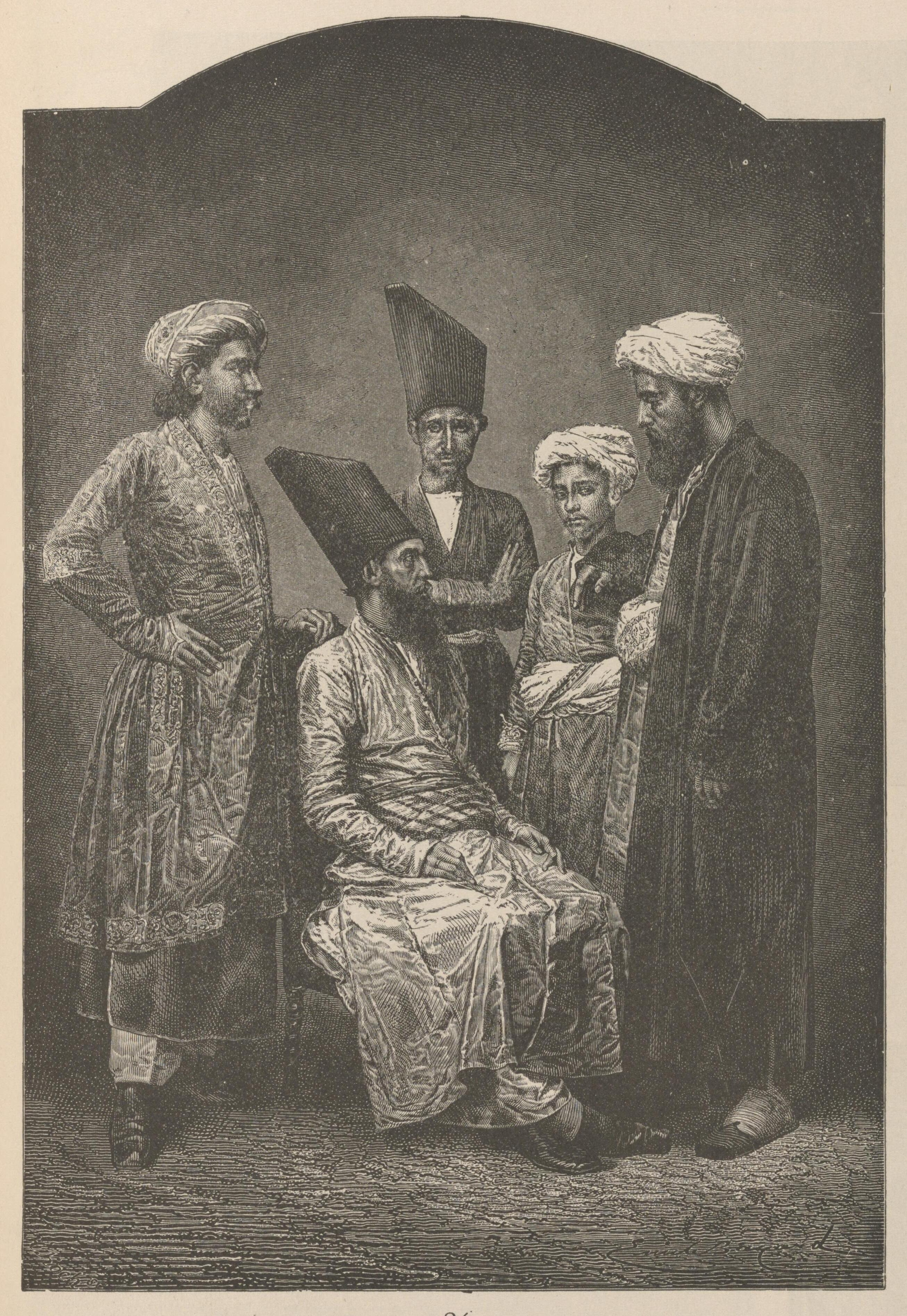
Mumbai párszik egy fametszeten, 1878

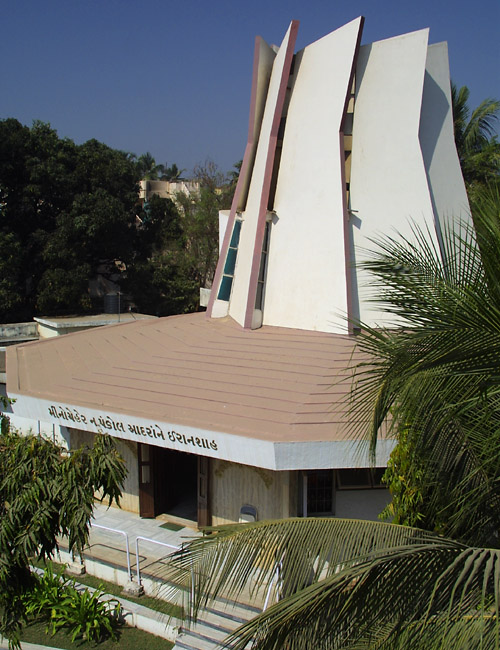
Modern tűztemplom Nyugat-Indiában

### Történetük
A párszík a muszlim üldözés elől Indiába menekült zoroasztriánusok. A hinduktól kapták a párszí nevet, mely egyszerűen annyit jelent: perzsa. A szászánida dinasztia bukása után perzsa zoroasztriánusok egy csoportja Indiába vándorolt, ahol megteremtették a napjaink párszi közösségét. Egy 17. századi krónika, a Kissah-i-Sanjan szerint az első párszik a 8. században telepedtek le új hazájukban, a gudzsaráti király, Jadi Rana védelme alatt Sanjanban, azzal a feltétellel, hogy megtanulják az ország nyelvét, tartózkodnak a fegyverviseléstől, hindu mintára öltözködnek és végzik az esküvői szertartásokat. Itt építették meg az első tűztemplomot 721-ben, az Iránból elmenekített tűz őrzésére. 1305-ben, muszlim behatolás okán a közösség kénytelen tovább vándorolni, s egészen Delhiig lehet követni nyomukat. A nagyobb zoroasztriánus városok ebben az időben Cambray, Ankleshwar, Variav, Vankaner, Broach, Szúrat, Thana, Chaul. 1612-ben az angolok megjelenésével Szúratban új ipari és kereskedelmi lehetőségek nyíltak meg, s így Szúrat és Broach jelentős párszí központtá nőhette ki magát. 1668-ban a Brit Kelet-indiai Társaság áttette székhelyét Bombaybe, ahol hamarosan befolyásos közösség alakult ki és él a mai napig.

### Mai létszámuk
Egyes becslések szerint manapság kb. 60-70 ezer párszí él Indiában. Pakisztánban, Karacsi területén 1950-ben még 5 ezren voltak, de az erőteljes kivándorlás miatt napjainkra már csak mintegy 1400 maradt belőlük. A teljes párszí népesség ismeretlen számú, de tekintélyes nagyságú része kivándorolt Nagy-Britanniába, Kanadába, az USA-ba és Ausztráliába.

### Imák és a rítusok
Az imák és szertartások céljának zoroasztriánus fogalma lényegesen különbözik a nyugati, különösen a protestáns felfogástól, ahol az imádságot gyakran mint Istennel való beszélgetést értelmezik. A zoroasztriánus vagy párszí ima alapjában nem ilyen, bár a gyakorlatnak az ilyesfajta imádság is része lehet, mint ahogy Zarathustra életében is megfigyelhető. Az imákat az Aveszta szent nyelvén mondják, egyrészt, mivel ez a kinyilatkoztatás nyelve, másrészt, mivel a zoroasztriánusok szemében ezek mágikus erővel bíró szavak. Ha működésbe hozzák a szent szavakat, – ahogy a párszik fogalmaznak, – megelevenednek és hatásuk is azonnal érezhető. Könyvekben, kinyomtatva azonban élettelenek. A papnak a legnagyobb figyelemmel és odaadással kell az imákat mondania. A szavak pedig megidézik, életre keltik azokat az erőket, amelyeket megneveznek. Ezek a szavak megidézik az isteni erőket. A Bőkezű Halhatatlanokat hívó, elmélyült odaadással mondott imára ezek a lények megjelennek. Az égi lények a szertartás helyére költöznek.
A rítus olyan erőket mozgósít, amely Istent, embert egyaránt megsegít. A zoroasztriánusok szemében a tökéletes odaadással elvégzett áldozati szertartás az egyik legerényesebb cselekedet. Nézetük szerint áldozatok nélkül elpusztulna a világ, jótékony hatásuk nyomán viszont Ahriman hatalma egyre apad. A rítusok minden szavának, minden egyes mozdulatának jelentőséget tulajdonítanak. A keresztények számára a zoroasztriánus vagy párszí rítusok talán mágiának tűnnek. Az ő számukra azonban szertartásaikban azért rejlenek hatalmas erők, mert égi mintát követnek, és mert hatékonyan egyesítik az isteni és az emberi világot.

### Beavatás
A párszik gyermekei 8 és 13 éves koruk között esnek át a beavatási szertartáson, amely után a közösség teljes jogú tagjaivá válnak. Ez előtt ugyanis még nem alakult ki bennük a szabad akarat, így nem is tartoznak felelősséggel tetteikért Ahura Mazdá előtt. Ezt követően azonban minden egyes cselekedetért, szóért, gondolatért felelniük kell az utolsó ítélet napján.

### Temetés
Temetkezési szertartásuk valószínűleg a Kr. e. 2. évezred során az Iráni-fennsíkon letelepült árja nomádoktól származik. Mivel a halált a gonosz ideiglenes győzelmének tekintik, a halott tisztátalan a szemükben, és igyekeznek minél hamarabb (lehetőleg még a halál napján) megszabadulni tőle. Ehhez a tetemet egy, a településen kívül épített, kör alakú, felül nyitott toronyba, az úgynevezett Csend (vagy) Hallgatás tornyába viszik, ahol az a keselyűk prédájává válik. Miután a dögevők letakarították és a nap kiégette a csontokat, egy közös sírboltban helyezik el őket. Így nem szennyezik be Ahura Mazdá teremtését, a földet a halállal.

### Templomaik

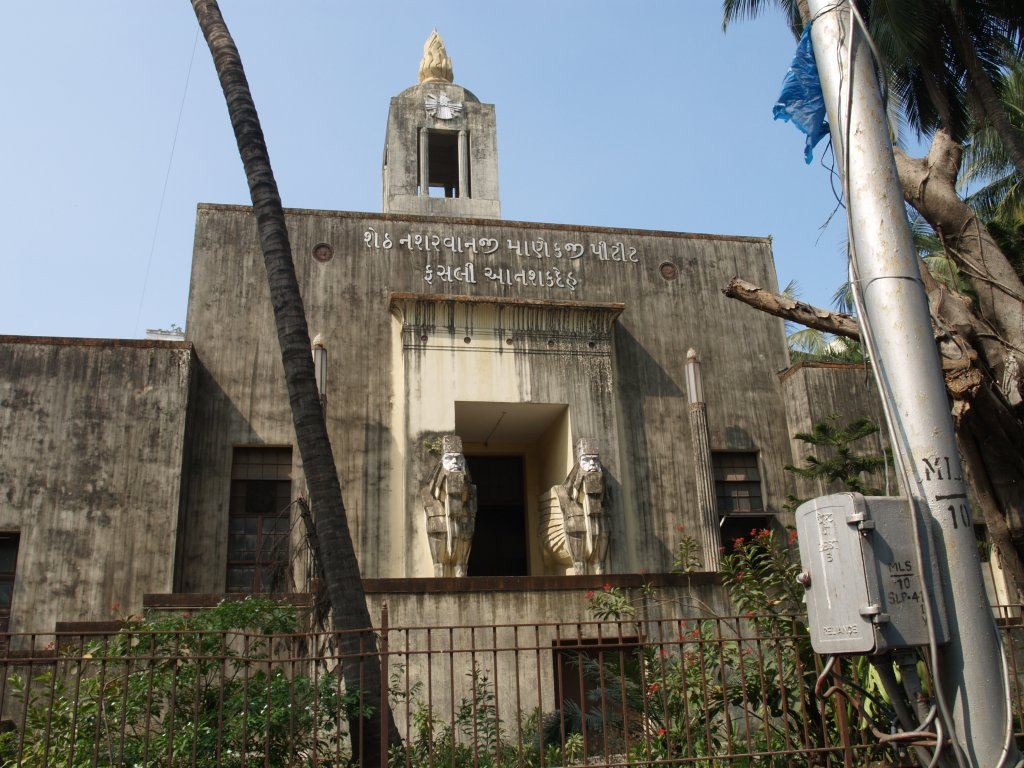
Bombayi régi párszí tűztemplom

A párszí templomokban nincsenek képek vagy szobrok, az egyetlen szentség egy örökké égő kis tűz, amely Ahura Mazdá örök világosságát és dicsőségét hirdeti. Ezért a templomaikat tűztemplomoknak is nevezik. A párszík nem tartanak rendszeres istentiszteleteket, ők azért mennek a templomba, hogy az örök tűz közelében imádkozzanak.

## Híres zoroasztriánusok
- II. Kurus perzsa király (Kr. e. 580–529 ) – az Óperzsa Birodalom alapítója
- I. Dárajavaus perzsa király
- I. Khsajársá perzsa király
- Freddie Mercury – A Queen együttes énekese (1946–1991)
- Zubin Mehta – híres karmester
- Rohinton Mistry – novellista
- Firdaus Kanga – író